# 미국계 오스트레일리아인
미국계 오스트레일리아인은 미국 출신 오스트레일리아 시민으로, 미국과 그 영토에서 이주해 온 이민자와 거주자들을 포함한다. 여기에는 유럽계 미국인, 아프리카계 미국인, 미국 원주민, 히스패닉 또는 라틴 아메리카계, 아시아계 미국인, 태평양 제도계 혈통의 사람들이 포함된다.

## 인구 통계

2011년 인구 조사 기준, 통계 지역별 오스트레일리아 인구 중 미국 출생 인구 비율

1991년 이후 미국에서 오스트레일리아로 영구 정착한 이주민 수 (월별)

2006년 오스트레일리아 인구 조사에서 71,718명의 오스트레일리아 거주자가 미국 출생이라고 밝혔다. 미국 출생 거주자의 집중 지역은 시드니 (16,339명), 멜버른 (11,130명), 브리즈번 (6,057명), 퍼스 (5,558명), 애들레이드 (2,862명), 캔버라 (1,970명)였다. 이 인구 조사에서 거주자들은 최대 두 개의 혈통을 신고할 수 있었다. 미국 혈통을 신고한 56,283명의 응답자 중 3,901명은 히스패닉 혈통도 신고했고, 1,798명은 아프리카계 미국인, 3,936명은 북아메리카 원주민, 224명은 푸에르토리코인이었다.

## 공동체 역사
오스트레일리아에 상륙한 최초의 북아메리카인들은 1770년 쿡 선장 휘하 엔데버호의 영국인 승무원들로, 보터니만에 잠시 머물렀다. 뉴사우스웨일스에 영구 식민지가 설립되자 "무역 관계는 거의 전적으로 북아메리카와 발전했다."
현재의 캐나다와 미국을 포함한 북아메리카 식민지들은 영국에 의해 유배 목적으로 사용되었다. 1780년대에 미국의 독립이 인정되자 영국 정부는 죄수들을 추방할 새로운 땅을 찾았고, 오스트레일리아는 대영 제국의 가장 중요한 죄수 식민지가 되었다.
1770년대부터 1840년대까지 북아메리카인들은 주로 제대 군인과 선원, 죄수(일부 미국 시민들은 해상 범죄로 체포되어 재판을 받고 유죄 판결을 받아 이송되었다), 그리고 고래잡이, 물개잡이 또는 유랑민으로 오스트레일리아에 정착했다. 이들 정착민 중 다수는 한동안 뉴질랜드로 이동했다가 종종 뉴사우스웨일스로 돌아왔다. 아프리카계 미국인들은 초기 오스트레일리아의 영국 전초 기지에서 특히 영국 해군에서 복무한 후 주목할 만한 존재감을 보였다.
1850년대에는 많은 미국 시민들이 도착했는데, 대부분은 캘리포니아 골드러시 동안 시간을 보낸 후였다. 이 이주민들은 주로 빅토리아주 시골 지역에 정착했는데, 그곳에서 금 발견이 많은 광부와 투기꾼들의 정착을 장려했다. 미국 태생의 일부 사람들은 유레카 봉기에서, 특히 광부들의 준군사 자위대에서 중요한 역할을 했다. 식민지 당국은 미국 태생의 사람들과 아일랜드인과 같은 다른 사람들이 공화주의를 조장하고 있다고 의심했다.
1901년 연방 결성 당시 오스트레일리아에는 미국 태생 인구가 7,448명이었다. 이 시기쯤 많은 미국계 오스트레일리아인들이 노동 운동에 참여했는데, 여기에는 노동조합 결성과 오스트레일리아 노동당의 창립이 포함된다(따라서 더 흔한 'Labour' 대신 미국식 'Labor' 철자를 사용했다. 당시 오스트레일리아 영어에서는 두 철자 모두 허용되었다). 북아메리카의 사회문화적 영향에도 불구하고 오스트레일리아 여론은 미국에 대해 조심스러웠다. 1908년 미국 해군의 "대백색함대"의 시드니와 멜버른 방문은 환영받았지만, (영국) 왕립 해군이 대영 제국의 남동부 보증자로서 오스트레일리아의 위치를 가장 강력한 군사적 용어로 재천명하기 위해 더 큰 무력 시위를 해야 한다는 즉각적인 논평을 불러일으켰다.
제2차 세계 대전 동안 1941년 싱가포르의 영국 주둔군이 일본에 항복한 후 오스트레일리아 정부의 요청으로 100만 명이 넘는 미국 군인들이 오스트레일리아에 주둔했다(동시에 모두 주둔한 것은 아니다). 전쟁이 끝났을 때 12,000명의 오스트레일리아 여성들이 전쟁 신부로 미국으로 이주했고, 10,000명의 미국 시민들이 오스트레일리아에 정착했는데, 여기에는 전쟁 배우자가 된 전역 군인들도 포함되었다.
미국, 오스트레일리아, 뉴질랜드를 묶는 태평양 안전 보장 조약은 1951년에 체결되어 세 나라를 상호 방위 조약으로 묶었다. 이는 오스트레일리아와 미국 간의 사회적, 정치적 유대를 증가시켰고, 1960년대와 1970년대에 오스트레일리아와 뉴질랜드가 베트남 전쟁에 병력을 파견하게 했다. 이러한 연결고리는 전 세계 여행 증가와 함께 더 많은 미국인들이 영구 이주하도록 촉진했다. 1971년에는 오스트레일리아에 39,035명의 미국 태생 거주자가 있었다.

## 교육
시드니 아메리칸 국제학교는 폐교되었다.

## 저명한 인물
| 이름                         | 출생 – 사망 | 특이 사항                                           | 오스트레일리아와의 연결고리                                                                                              | 미국과의 연결고리                                                                                     |
| ---------------------------- | ----------- | --------------------------------------------------- | --- | --- |
| 자넷 앤드류워타              | 1952–2024   | 배우                                                | 오스트레일리아에서 활동                                                                                                  | 캐머릴로에서 출생                                                                                     |
| 아론 배덜리                  | 1981–       | 골프 선수                                           | 2세 때 오스트레일리아로 이주; 오스트레일리아에서 성장                                                                    | 레버넌에서 출생                                                                                       |
| 카스텐 볼                    | 1987–       | 테니스 선수                                         | 오스트레일리아에서 성장                                                                                                  | 뉴포트비치에서 출생                                                                                   |
| 던컨 볼                      | 1941–       | 작가                                                | 1974년 오스트레일리아로 이주; 1980년 오스트레일리아 시민권 취득                                                          | 보스턴에서 출생                                                                                       |
| 케이트 블란쳇                | 1969–       | 배우                                                | 오스트레일리아에서 출생 및 성장                                                                                          | 아버지 로버트 드윗 블란쳇 주니어는 텍사스 출신 미국인                                                 |
| 베티 보빗                    | 1939–2020   | 배우 및 작가                                        | 1962년 오스트레일리아로 이주                                                                                             | 필라델피아에서 출생                                                                                   |
| 요나 볼덴                    | 1996–       | 농구 선수                                           | 오스트레일리아에서 출생 및 성장                                                                                          | 아버지 브루스 볼든은 NBL에서 뛰었고 여전히 오스트레일리아에 거주하는 아프리카계 미국인                |
| 첼시 브라운                  | 1946–2017   | 코미디언 및 배우                                    | 1977년 오스트레일리아로 이주; 2002년 배우 빅 루니 사망까지 결혼                                                          | 시카고에서 출생                                                                                       |
| 칼 브루턴                    | 1954–       | 농구 선수 및 코치                                   | 1979년 오스트레일리아로 이주; 1983년 귀화; 남자 국가대표팀에서 뛰었고 2003년 NBL (오스트레일리아) 25주년 기념팀에 선정됨 | 뉴욕주 뉴욕시에서 출생; 위치타 주립 대학교에서 대학 농구 선수로 활동                                  |
| C. J. 브루턴                 | 1975–       | 농구 선수                                           | 1979년 아버지 칼과 함께 오스트레일리아로 이주; 아버지와 함께 귀화; 남자 국가대표팀에서 활동                              | 칼 브루턴의 아들; 아버지가 위치타 주립대에서 뛰는 동안 위치토에서 출생                                |
| 존 버틀러                    | 1975–       | 음악가, 존 버틀러 트리오 창립자                     | 오스트레일리아인 아버지; 1986년 오스트레일리아로 이주                                                                    | 토런스에서 출생                                                                                       |
| 아서 캘웰                    | 1896-1973   | 오스트레일리아 정치인                               | 오스트레일리아에서 출생                                                                                                  | 친조부는 미국인                                                                                       |
| 케이트 세브라노              | 1966–       | 배우 및 가수                                        | 오스트레일리아에서 출생 및 성장                                                                                          | 그녀의 아버지 티노 세브라노는 필리핀 하와이계 미국인                                                  |
| 디디에 코언                  | 1985–       | A&R, 미디어 인사, 배우 및 모델                      | 오스트레일리아에서 성장                                                                                                  | 로스앤젤레스에서 출생                                                                                 |
| 토니 콜렛                    | 1972–       | 배우, 프로듀서, 가수                                | 오스트레일리아에서 출생 및 성장                                                                                          | 생물학적 친조부는 미국인                                                                              |
| 메이슨 콕스                  | 1991-       | 축구 선수 (AFL)                                     | 콜링우드에서 AFL 선수로 뛰기 위해 오스트레일리아로 이주                                                                  | 텍사스에서 출생 및 성장                                                                               |
| 브루스 지테                  | 1987–       | 축구 선수                                           | 3세 때 오스트레일리아로 이주; 오스트레일리아에서 성장                                                                    | 알링턴군에서 출생                                                                                     |
| 아이샤 디                    | 1993–       | 배우 및 가수                                        | 오스트레일리아에서 출생; 오스트레일리아인 어머니                                                                         | 아버지는 아프리카계 미국인                                                                            |
| 조 돌체                      | 1947–       | 싱어송라이터, 시인, 수필가                          | 1978년 오스트레일리아 멜버른으로 이주                                                                                    | 페인즈빌에서 이탈리아계 미국인 부모님 밑에서 출생                                                     |
| 단테 엑섬                    | 1995–       | 농구 선수                                           | 오스트레일리아에서 출생 및 성장                                                                                          | 아버지 세실 엑섬은 NBL에서 뛰었고 여전히 오스트레일리아에 거주하는 아프리카계 미국인                  |
| 멜 깁슨                      | 1956–       | 배우 및 감독                                        | 12세 때 오스트레일리아로 이주; 친할머니는 오스트레일리아인; 오스트레일리아 훈장 명예 장교                                | 픽스킬에서 출생했으며 미국과 아일랜드 이중 국적 소지                                                  |
| 버지니아 주프레              | 1983-2025   | 성매매 생존자 운동가 및 캠페인 참여자               | 2002년 19세에 오스트레일리아인 남편과 함께 오스트레일리아로 이주; 불특정 날짜에 오스트레일리아 시민권 취득               | 새크라멘토에서 미국인 부모님 밑에서 출생                                                              |
| 리키 그레이스                | 1966–       | 농구 선수                                           | 1990년 오스트레일리아로 이주; 1996년경 귀화; 남자 국가대표팀에서 뛰었고 NBL 25주년 기념팀에 선정됨                       | 댈러스에서 출생; 오클라호마 대학교에서 대학 농구 선수로 활동                                          |
| 빌 헤이든                    | 1933–2024   | 오스트레일리아 정치인, 전 총독                      | 오스트레일리아에서 출생                                                                                                  | 아버지는 미국인                                                                                       |
| 콜린 휴이트                  | 1950–       | 가수 및 배우                                        | 오스트레일리아에서 출생 및 성장                                                                                          | 외가족은 아프리카계 미국인 혈통; 고조할아버지는 가이아나 출신                                         |
| 마샤 하인즈                  | 1953–       | 가수 및 배우                                        | 1969년 오스트레일리아로 이주; 오스트레일리아 훈장 회원 (1994년 귀화)                                                     | 보스턴에서 출생                                                                                       |
| 데니 하인즈                  | 1970–       | 가수 및 배우                                        | 오스트레일리아에서 출생                                                                                                  | 마샤 하인즈의 딸; 아버지는 소말리아/에티오피아 혈통                                                   |
| 카이리 어빙                  | 1992–       | 농구 선수                                           | 오스트레일리아에서 출생; 2세 때 가족과 함께 미국으로 돌아감                                                              | 부모는 미국인                                                                                         |
| 테리 어윈                    | 1964–       | 동물학자, 박물학자, 작가 및 텔레비전 진행자         | 스티브 어윈의 아내. 1992년 오스트레일리아로 이주; 남편 사망 3년 후인 2009년 귀화                                         | 유진에서 출생                                                                                         |
| 빈디 어윈                    | 1998–       | 가수, 배우, 환경 운동가 및 텔레비전 진행자          | 오스트레일리아에서 출생                                                                                                  | 테리 어윈과 스티브 어윈의 딸                                                                          |
| 로버트 어윈                  | 2003–       | 환경 운동가 및 텔레비전 진행자                      | 오스트레일리아에서 출생                                                                                                  | 테리 어윈과 스티브 어윈의 아들                                                                        |
| 나이아 잭스                  | 1984–       | 프로레슬링 선수                                     | 오스트레일리아에서 출생                                                                                                  | 하와이에서 성장                                                                                       |
| 아쿠 카도고                  |             | 안무가, 감독, 배우, 교육자                          | 오스트레일리아에서 교육 및 공연 활동                                                                                     | 디트로이트, 미시간에서 출생 및 성장.                                                                  |
| 크리스티나 케닐리            | 1968–       | 뉴사우스웨일스 주총리 2009–2011, 상원의원 2018—2022 | 1994년 오스트레일리아로 이주; 2000년 오스트레일리아 시민권 취득                                                          | 라스베이거스, 네바다에서 미국인 아버지와 오스트레일리아인 어머니 사이에서 크리스티나 마리 커셔로 출생 |
| 니콜 키드먼                  | 1967–       | 배우                                                | 혈통에 의한 이중 국적자 (오스트레일리아인 부모)                                                                          | 출생에 의한 이중 국적자 (호놀룰루에서 출생)                                                           |
| 돈 레인                      | 1933–2009   | TV 진행자, 카바레 공연자                            | 1965년 오스트레일리아로 이주                                                                                             | 뉴욕시에서 모턴 도널드 아이작슨으로 출생                                                              |
| 첼지 리                      | 1993–       | 피겨 스케이팅 선수                                  | 오스트레일리아에서 출생                                                                                                  | 어머니는 미국인                                                                                       |
| 르로이 로긴스                | 1957–       | 농구 선수                                           | 오스트레일리아 시민으로서 1992년 올림픽에 참가                                                                           | 뉴브런즈윅에서 출생                                                                                   |
| 밥 마이어                    | 1932–2009   | 논리학자                                            | 1974년 오스트레일리아로 이주                                                                                             | 미국에서 출생                                                                                         |
| 킹 오말리                    | 1858–1953   | 오스트레일리아 정치인                               | 1888년부터 오스트레일리아에서 거주                                                                                       | 캐나다에서 태어났다고 주장했지만, 미국에서 태어났을 가능성이 더 높음                                  |
| 마이크 나한                  | 1950–       | 오스트레일리아 정치인                               | 1978년 오스트레일리아로 이주; 1988년 오스트레일리아 시민권 취득                                                          | 앤아버에서 출생                                                                                       |
| 케일럽 패터슨-시웰           | 1987–       | 축구 선수                                           | 2세 때 오스트레일리아로 이주; 오스트레일리아에서 성장                                                                    | 미국인 아버지와 오스트레일리아인 어머니 사이에서 헨더슨빌에서 출생                                    |
| 돈 파이크                    | 1968–       | 오스트레일리아 풋볼 선수                            | 아버지는 오스트레일리아인                                                                                                | 블루밍턴에서 출생                                                                                     |
| 제임스 마흐무드 라이스       | 1972-       | 사회학자                                            | 오스트레일리아에서 성장                                                                                                  | 미국인 아버지와 인도네시아인 어머니 사이에서 호놀룰루에서 출생                                        |
| 피터 루엘                    | 1947–2011   | 언론인 및 텔레비전 뉴스 진행자                      | 1987년 오스트레일리아로 이주                                                                                             | 뉴욕시에서 출생                                                                                       |
| 페니 새킷                    | 1956–       | 천문학자                                            | 2002년 오스트레일리아로 이주; 2008년 오스트레일리아 시민권 취득                                                          | 링컨에서 출생                                                                                         |
| 브라이언 슈밋                | 1967–       | 천체물리학자                                        | 1994년 오스트레일리아로 이주, 2011년 노벨 물리학상 공동 수상자                                                           | 미줄라에서 출생                                                                                       |
| 존 헌터 스펜스               | 1945–2011   | 제인 오스틴 학자                                    | 2011년 오스트레일리아 시민권 취득                                                                                        | 커밀라에서 출생                                                                                       |
| 벤 시몬스                    | 1996–       | 농구 선수                                           | 오스트레일리아에서 출생 및 성장                                                                                          | 그의 아버지 데이브 시몬스는 NBL에서 뛰었고 여전히 오스트레일리아에 거주하는 아프리카계 미국인         |
| 아치 스미스                  | 1995–       | 축구 선수 (AFL)                                     | 오스트레일리아에서 출생 및 성장                                                                                          | 그의 아버지 앙드레 무어는 NBL에서 뛰었고 여전히 오스트레일리아에 거주하는 아프리카계 미국인           |
| 어윈 토머스                  | 1971–       | 싱어송라이터 및 기타리스트                          | 어머니는 오스트레일리아 태생의 포크 가수이자 댄서; 1980년 아들과 함께 오스트레일리아로 귀국.                             | 맨해튼에서 1971년에 출생.                                                                             |
| 타렌 스타인브리크너-카우프만 | 1981–       | 저명한 정치 운동가                                  | 오스트레일리아에서 출생                                                                                                  | 이중 국적자                                                                                           |
| 샌포드 휠러                  | 1970–2020   | 오스트레일리아 풋볼 선수                            | 1975년 오스트레일리아로 이주                                                                                             | 오스트레일리아인 아버지와 미국인 어머니 사이에서 미국에서 출생                                        |
| 리디아 윌리엄스              | 1988–       | 축구 선수                                           | 오스트레일리아에서 출생                                                                                                  | 어머니는 미국인                                                                                       |
| 매켄지 베가                  | 1994–       | 배우                                                | 2016년 오스트레일리아로 이주, 모델 블레어 노퍽과 결혼                                                                    | 로스앤젤레스에서 출생, 알렉사 베가의 여동생                                                           |
| 레일라 조지                  | 1992–       | 배우                                                | 시드니에서 출생; 어머니는 오스트레일리아인 그레타 스카키                                                                 | 아버지는 미국인 빈센트 도노프리오; 미국과 오스트레일리아 이중 국적자                                  |
| 버트 매크라켄                | 1982–       | 음악가                                              | 2004년 오스트레일리아로 이주, 앨리슨 슈나이더와 결혼                                                                     | 프로보에서 출생                                                                                       |
| 로건 허프먼                  | 1989–       | 배우                                                | 오스트레일리아로 이주, 미국 이중 국적자, 더 베로니카스의 리사 오리글리아소와 결혼                                        | 노블스빌에서 출생                                                                                     |
| 마크 웨버                    | 1980–       | 배우 및 감독                                        | 미국 이중 국적자, 배우 테리사 파머와 결혼                                                                                | 미니애폴리스에서 출생                                                                                 |
| 브렌트 드보어                | 1967–       | 음악가                                              | 미국 이중 국적자 | 포틀랜드에서 출생                                                                                     |
| 브룩 하먼                    | 1985–       | 배우                                                | 어머니는 오스트레일리아인                                                                                                | 오렌지군에서 출생                                                                                     |
| 케네스 모랄레다              | 1973–       | 배우                                                | 오스트레일리아에서 교육 및 공연 활동                                                                                     | 케임브리지에서 필리핀계 미국인 부모님 밑에서 출생                                                     |
| 올랜도 조던                  | 1974–       | 배우, 스턴트맨, 반은퇴한 미국 프로레슬링 선수       | 미국 이중 국적자 | 세일럼에서 출생                                                                                       |
| 디젤                         | 1966–       | 싱어송라이터 및 음악가                              | 1971년 11월 가족과 함께 오스트레일리아로 이민                                                                            | 폴리버에서 출생                                                                                       |
| 니컬러스 해먼드              | 1950-       | 배우 및 작가                                        | 1980년대 중반 오스트레일리아로 이주                                                                                      | 워싱턴 D.C.에서 출생                                                                                  |
| 케이트 월시                  | 1967-       | 배우 및 사업가                                      | 2020년 오스트레일리아로 이주                                                                                             | 산호세에서 출생                                                                                       |
| 짐 노블록                    | 1950-       | 배우                                                | 2001년 오스트레일리아로 이주                                                                                             | 벨빌에서 출생                                                                                         |
| 제인 배들러                  | 1953-       | 배우 및 가수                                        | 1980년대 중반 또는 1990년대에 오스트레일리아로 이주                                                                      | 뉴욕시 브루클린에서 출생                                                                              |

## 같이 보기
- 아프리카계 오스트레일리아인
- 미국계 캐나다인
- 미국계 뉴질랜드인
- 아시아계 오스트레일리아인
- 오스트레일리아계 미국인
- 미국-오스트레일리아 관계
- 유럽계 오스트레일리아인
- 오세아니아의 유럽인
- 오스트레일리아 이민
- 라틴 아메리카계 오스트레일리아인
- 아랍계 오스트레일리아인
- 흑인 오스트레일리아인
- 카리브 및 서인도 제도계 오스트레일리아인
- 유럽계 오스트레일리아인
- 오스트레일리아 원주민
- 북아프리카 및 중동계 오스트레일리아인